# Попово (Кічменгсько-Городецький район)
Попо́во (рос. Попово) — присілок у складі Кічменгсько-Городецького району Вологодської області, Росія. Входить до складу Кічмензького сільського поселення.

## Населення
Населення — 25 осіб (2010; 29 у 2002).
Національний склад (станом на 2002 рік):
- росіяни — 97 %